# フェルナンド・ペレイラ・ジ・ピーニョ・ジュニオール
ナンド・ピーニョ（Nando Pinho）ことフェルナンド・ペレイラ・ジ・ピーニョ（ポルトガル語: Fernando Pereira de Pinho Júnior、1966年7月3日 - ）は、ブラジルの元サッカー選手。ポジションはFW。

## クラブ歴
1985年にバングーACで選手となった。1989年にCRフラメンゴに移籍。
同年、ブンデスリーガのハンブルガーSVに移籍、1992年までの在籍で65試合17得点の結果を残した。
その後はSCインテルナシオナル、クリシューマECに在籍した。

## 家族
息子のホドリゴ・クーニャもサッカー選手。